# للکووو
للکووو (به لاتین: Lelkowo) یک روستا در لهستان است که در گمینا للکووو واقع شده‌است. للکووو ۱٬۰۸۰ نفر جمعیت دارد.